# William George Fearnsides
William George Fearnsides (* 10. November 1879 in White Hall, Horbury, Yorkshire; † 15. Mai 1968 in Sheffield) war ein britischer Geologe, der sich vor allem mit Wirtschaftsgeologie befasste.
Fearnsides, der den meisten Kollegen unter dem Namen Bones bekannt war, ging auf die Wheelwright Grammar School in Dewsbury und studierte mit einem Stipendium am Sidney Sussex College der Universität Cambridge, wo er die Tripos-Prüfungen in den Naturwissenschaften 1900 und 1901 mit Bestnoten abschloss. 1904 bis 1915 war er Fellow seines College in Cambridge und ab 1908 Lecturer in Naturwissenschaften und ab 1909 Demonstrator in Petrologie. Er war von 1913 bis zu seiner Emeritierung 1945 der erste Professor für Geologie an der 1905 gegründeten University of Sheffield.
In Cambridge untersuchte er metallische Legierungen und die Geologie des unteren Paläozoikums (Silur, Ordovizium) besonders in Wales. Er befasste sich in Sheffield viel mit wirtschaftlichen Anwendungen der Geologie, insbesondere mit der Kohlegeologie und in diesem Zusammenhang mit dem Karbon Großbritanniens insbesondere in den Midlands. Während des Ersten Weltkrieges befasste er sich intensiv mit der Erschließung neuer Rohstoffquellen in Großbritannien und begann sich auch mit Fragen wie dem Verhalten von feuerfesten Materialien für Hochöfen zu befassen, wofür er eine eigene Abteilung an der Universität Sheffield einrichtete. Er befasste sich auch mit Hydrogeologie (Wasserversorgung), Erdölgeologie (wozu er in Indien und Burma forschte), Erzlagerstätten (zum Beispiel 1956 in Nordrhodesien Manganerzlager).
Er war nach der Verstaatlichung der englischen Kohleminen 1947 bis 1958 beratender Geologe des National Coal Board für die Region West Midlands und überwachte in dieser Zeit ausgedehnte neue Prospektionsarbeiten.
Er war seit 1932 Fellow der Royal Society. Er war 1936/37 im Rat der Royal Society, 1935 bis 1945 im Rat der British Association for the Advancement of Science (und 1933 Präsident der Sektion C), war 1938 bis 1940 und 1945 bis 1947 Vizepräsident und 1943 bis 1954 Präsident der Geological Society of London.
1932 erhielt er die Murchison-Medaille, 1917 die Greenwell Medal des North England Institute of Mining and Metallurgy und den Bessemer Preis der Society of Engineers. 1913 erhielt er eine Goldmedaille der Surveyors Institution. 1946 wurde er Ehrenfellow des Sidney Sussex College und er war Ehrenmitglied des Institute of Mining Engineers. 1934/5 war er Präsident der Yorkshire Geological Society.
Sein Schwiegersohn war der Paläontologe Oliver Bulman.